# Willem Van der Biest
Willem Van der Biest (... – anni 30) è stato un oculista ed esperantista belga.
Figlio di Amatus Van der Biest-Andelhof, fu presidente dell'Unione dei medici belgi e cavaliere dell'Ordine della Corona.
Come esperantista fu membro e segretario-cassiere del "Sepo por la Sepa", il comitato organizzatore del Congresso universale di esperanto del 1911, dal 20 al 27 agosto ad Anversa, in Belgio.

## Opere teatrali
- Ŝi ne Legos Ĝin ("Lei non lo leggerà")
- La Revuo de la Sepa ("La Rivista del Settimo")
- Esperantistenliefde ("Amore esperantista")

## Traduzioni
- Kaatje di Paul Spaak

## Galleria d'immagini

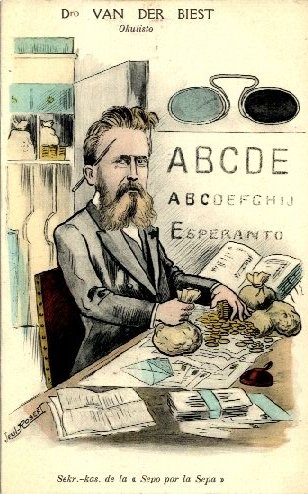
Caricatura di Willem Van Der Biest realizzata da Jean-Robert in una cartolina del 1912
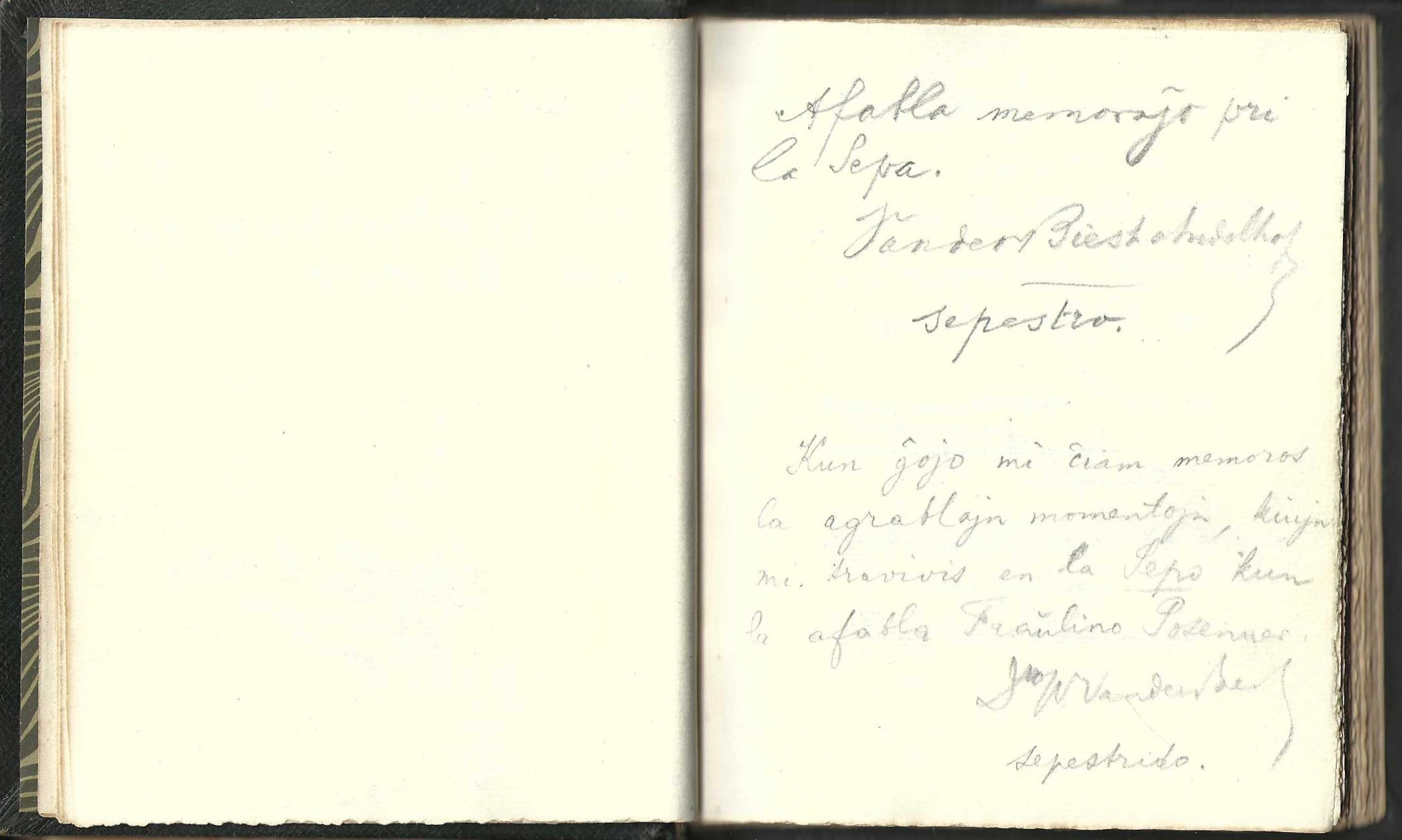
Dedica e firma di Willem Van der Biest e di suo padre Amatus Van der Biest-Andelhof su un quaderno di Maria-Eltworthy-Posenaer
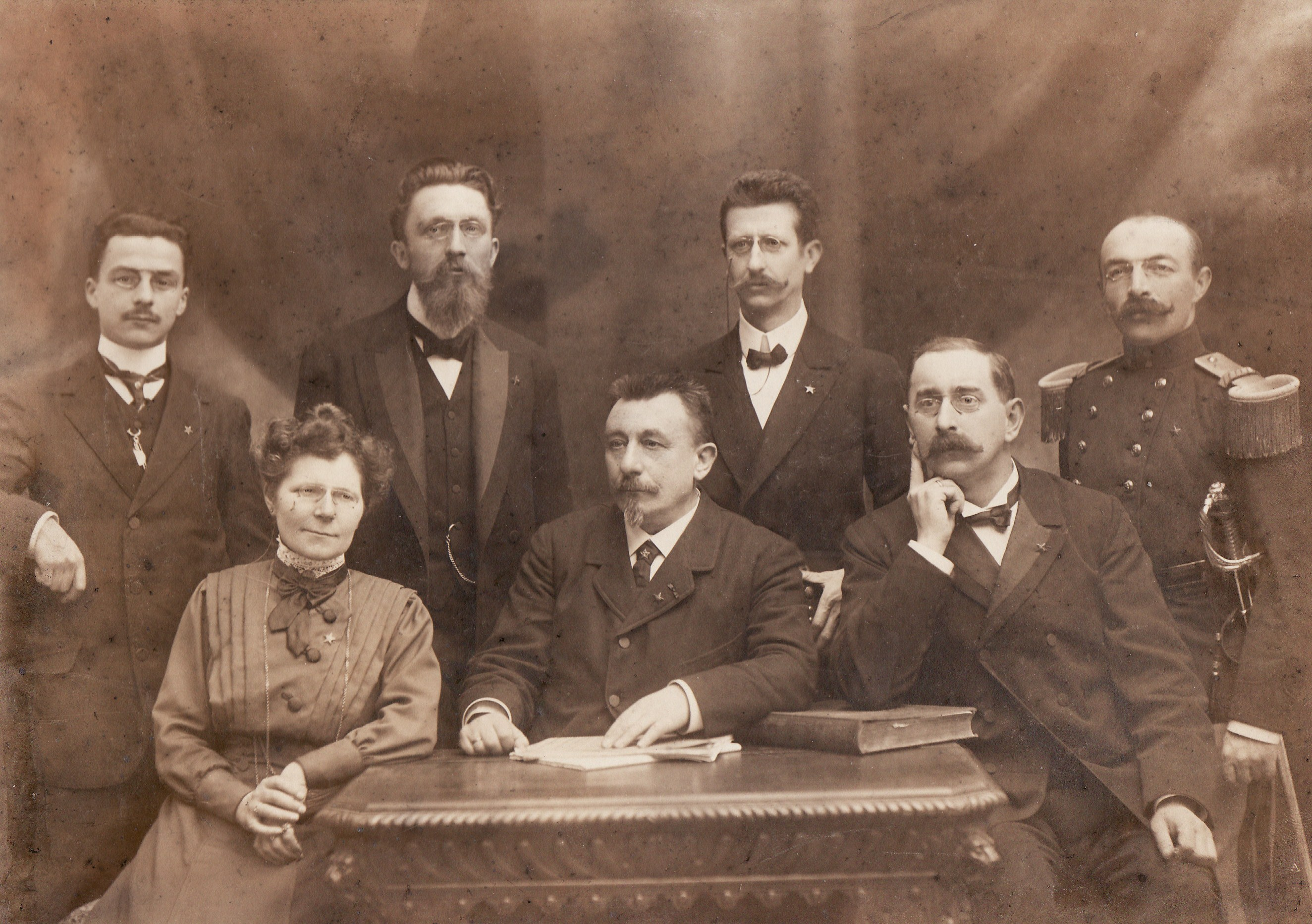
La Sepo por la Sepa, cioè gli organizzatori del Congresso. Dietro, da sinistra: Schoofs, W. Van der Biest, Ritschie, Dupont; davanti, da sinistra: M. Elworthy-Posenaer, A. Van der Biest-Andelhof, Van Schoor